# Euploea crumena
Euploea crumena är en fjärilsart som beskrevs av Van Eecke 1915. Euploea crumena ingår i släktet Euploea och familjen praktfjärilar. Inga underarter finns listade i Catalogue of Life.